# Selliguea triphylla
Selliguea triphylla là một loài thực vật có mạch trong họ Polypodiaceae. Loài này được (Jacq.) Fraser-Jenk. mô tả khoa học đầu tiên năm 2008.